# Ludlockite

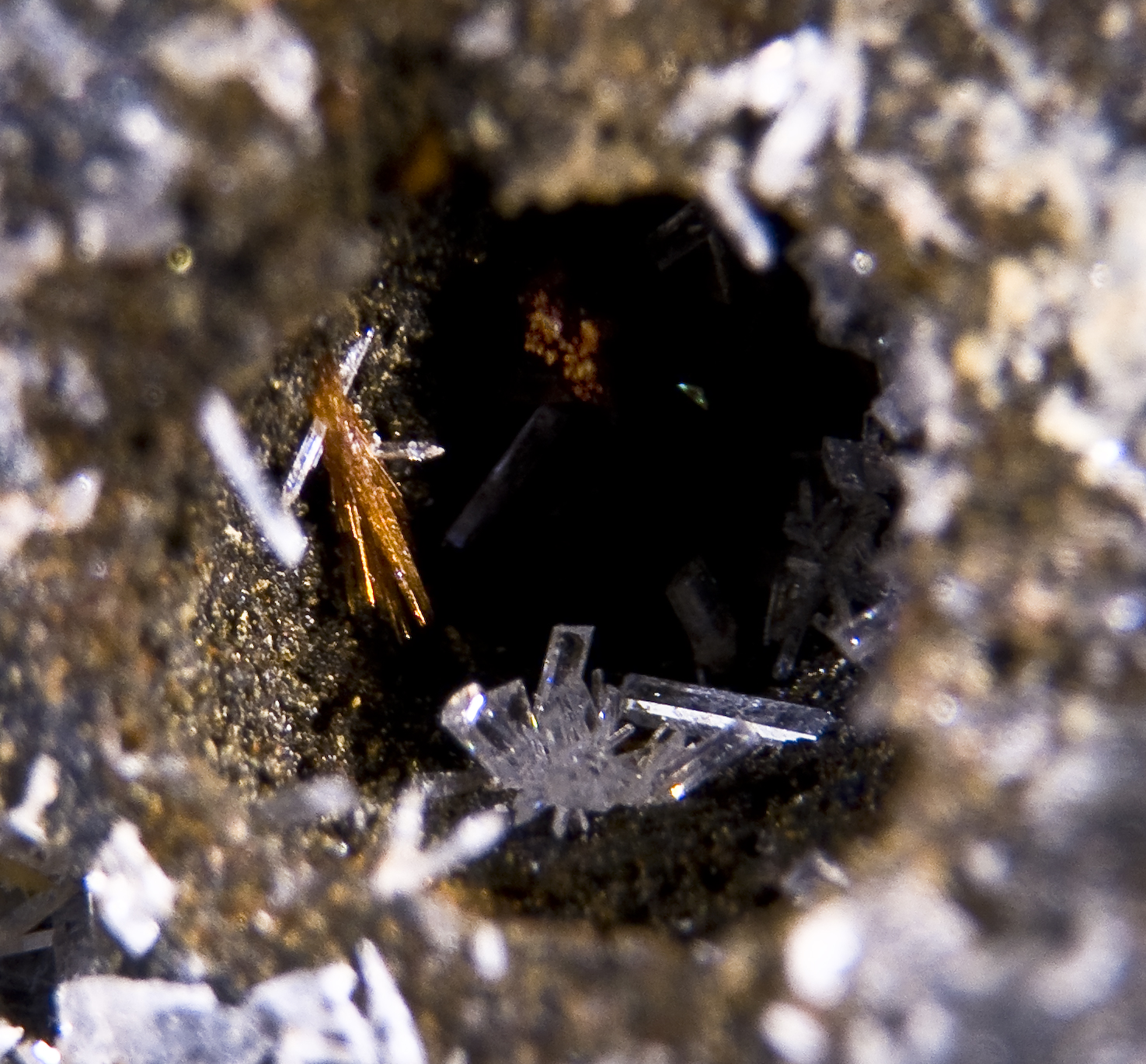
Ludlockite (rouge) et laurionite, Laurion, Grèce (XX1mm).

La ludlockite est une espèce minérale de la classe des oxydes de formule PbFe3+4As3+10O22.

## Historique de la description et appellations

### Inventeur et étymologie
Décrite  par Davis et al. en 1970. Dédiée à F. Ludlow Smith et C. Locke Key, collectionneurs et marchands de minéraux dans le New Jersey (États-Unis).

### Topotype
GisementMine de Tsumeb, Tsumeb, région d'Otjikoto (Oshikoto), Namibie.
ÉchantillonsMusée d'histoire naturelle de Londres, Angleterre, 1969, 215 et 216
Université Harvard, Cambridge, Massachusetts, États-Unis, No 127927.

### Synonymie
- Ludlockite-(Pb)

## Caractéristiques physico-chimiques

### Cristallographie
- Paramètres de la maille conventionnelle : a = 10.11, b = 11.95, c = 9.86, Z = 9 ; alpha = 113.9°, bêta = 99.7°, gamma = 82.74° ; V = 1064,91
- Densité calculée = 4,34

## Gîtes et gisements

### Gîtologie et minéraux associés
GîtologieDans les veines de minerais oxydés contenant du plomb, du fer et de l’arsenic :
Trouvée avec la sidérite zincifère dans la section "germanite" à Tsumeb.
minéraux associésbornite, chalcocite, germanite, leiteite, pyrite, quartz, reniérite (de), schneiderhöhnite, stolzite, tennantite.

### Gisements producteurs de spécimens remarquables
- Azerbaïdjan

Zarehehuran, Takap, massif du Takht-e-Suleiman
- Chili

Veta Negra Mine, Pampa Larga district, Tierra Amarilla, Province de Copiapó , région d'Atacama
- France (anciennes scories)

Le Crozet, La Pacaudière, Loire, Rhône-Alpes (dans d'anciennes scories, même mode de gisement qu'au Laurion.)
- Grèce (anciennes scories)

le district minier antique du Laurion compte trois occurrences : Oxygon, la baie de Thorikos et Vrissaki.
- Italie (anciennes scories)

Madonna di Fucinaia, Campiglia Marittima, Province de Livourne, Toscane
Baratti, Piombino, province de Livourne, Toscane
- Namibie

Mine de Tsumeb, Tsumeb, région  d'Otjikoto
- Afrique du Sud

Stavoren - Mutue tin field, Marble Hall, province de Mpumalanga